# Les Trois Visages d'Ève
Pour plus de détails, voir Fiche technique et Distribution.
Les Trois Visages d'Ève (The Three Faces of Eve) est un film américain réalisé, écrit et produit par Nunnally Johnson, sorti en 1957.
Joanne Woodward a reçu, pour ce film, l'Oscar de la meilleure actrice, alors qu'elle était encore peu connue.

## Synopsis
Mère et épouse, Eve White est une femme timide et effacée qui souffre de maux de tête et de trous de mémoire occasionnels. On l'envoie consulter un psychiatre renommé, le Dr Luther et, pendant qu'elle est sous hypnose, se découvre en elle une « autre personnalité », c'est Eve Black, une sauvageonne qui ne songe qu'à s'amuser. Eve Black sait tout sur Eve White, alors qu'Eve White ignore ce que fait Eve Black. Devant cette situation, le mari d'Eve White la quitte en abandonnant aussi leur fille, Bonnie. Eve Black ayant essayé de tuer cette dernière on envoie Eve White dans un asile.
Le Dr Luther voit aussi bien en Eve White qu'en Eve Black des personnalités incomplètes et inadaptées. La plus grande partie du film montre comment Luther essaie de comprendre ces deux visages d'Eve et de les prendre en charge. Il l'invite finalement à se souvenir d'un événement qui aurait pu la traumatiser pendant son enfance. Sa grand-mère qu'elle chérissait était morte quand elle avait six ans et, selon l'habitude de la famille, on l'avait obligée à embrasser la morte dans l'idée qu'elle se ferait plus facilement à cette séparation. En fait le chagrin qu'éprouvait Eve et la terreur que lui inspirait cet acte l'avaient amenée à se séparer en deux personnalités nettement différentes.
La thérapie continuant, apparaît une troisième personnalité, Jane au caractère relativement posé. Cette nouvelle arrivée ne comprend d'abord rien à la situation mais peu à peu parvient à se souvenir de tout ce qui a pu arriver à toutes les trois. Luther demande à parler avec Eve White, mais en même temps que Jane il découvre qu'Eve White et Eve Black ont cessé d'exister. Les trois personnalités sont maintenant fondues en un tout unique. Elle se marie avec un homme appelé Earl qu'elle a rencontré alors qu'elle était Jane et retrouve sa fille Bonnie.

## Le film
Le film est fondé, de façon assez peu fidèle, sur la véritable histoire d'une femme souffrant de dissociation mentale, Chris Costner-Sizemore. Le livre original Les Trois Visages d'Ève avait été publié peu de temps après les faits, et les droits cinématographiques immédiatement vendus, en 1957, au réalisateur Nunnally Johnson, qui voulait peut-être profiter de l'intérêt du public pour les personnalités multiples. Cet intérêt avait été éveillé en 1954 par la publication du roman de Shirley Jackson The Birds’ Nest, adapté à l'écran en 1957 sous le titre Lizzie.

## Fiche technique
- Titre : Les Trois Visages d'Eve
- Titre original : The Three Faces of Eve
- Réalisation : Nunnally Johnson,  assisté de David S. Hall
- Scénario : Nunnally Johnson, d'après le livre du docteur Corbett Thigpen
- Production : Nunnally Johnson
- Société de production : Twentieth Century Fox
- Musique : Robert Emmett Dolan
- Photographie : Stanley Cortez
- Montage : Marjorie Fowler
- Décors : Lyle R. Wheeler et Herman A. Blumenthal
- Costumes : Renié
- Pays d'origine : États-Unis
- Langue : anglais
- Format : Noir et blanc - 2,35:1 - Mono - 35 mm
- Genre : Drame
- Durée : 91 minutes
- Date de sortie : 23 septembre 1957
- Tournage : Collège Médical de Géorgie à Augusta

## Distribution
- Joanne Woodward : Eve White / Eve Black / Jane
- Lee J. Cobb : Docteur Curtis Luther
- David Wayne : Ralph White
- Edwin Jerome : Docteur Francis Day
- Alena Murray : Secretaire
- Nancy Kulp : Mrs. Black
- Douglas Spencer : Mr. Black
- Terry Ann Ross : Bonnie White
- Ken Scott : Earl
- Mimi Gibson : Eve enfant
- Alistair Cooke : Le narrateur
- Vince Edwards : Le sergent
- Mary Field :
- Richard Garrick :
- Helene Hatch :
- Catherine Howard :
- Jason Johnson :
- Frank Marlowe :
- Wanda Perry :
- Joe Rudan :
- Gary Spencer :
- Al Thompson :
- Rush Williams :

## La polémique
Dans son autobiographie I'm Eve, Chris Costner-Sizemore a insisté sur le fait que le film ne décrivait pas du tout sa vie réelle. Ses désordres mentaux ont mis beaucoup plus de temps à se résorber et elle a trouvé purement commercial le portrait que son thérapeute faisait d'elle. Mais à l'époque elle était incapable de faire quoi que ce fût à ce sujet, parce qu'il ne lui était pas permis de révéler son identité réelle comme « Ève ». Un médecin l'a même considérée comme folle de croire qu'elle était « Ève ». Avec sa famille, Costner-Sizemore a vécu dans un isolement virtuel pendant des années, craignant que quelqu'un découvrît son passé.
À en croire Costner-Sizemore, elle était trop malade intellectuellement pour prendre en charge ses propres affaires : c'est son médecin, le Dr Corbett Thigpen, qui a négocié tous les arrangements avec les Studios de la Twentieth Century Fox pour filmer sa version à lui de sa vie à elle. Suivant ses dernières affirmations (qu'on retrouve dans ses livres I'm Eve et A Mind Of My Own aussi bien que dans de nombreuses interviews), il agissait comme son représentant unique avec la Fox et en même temps comme le représentant de la Fox avec elle, tout en continuant à la traiter. Elle a reçu 7000 $, pendant que Thigpen empochait environ 1 million.
Suivant Costner-Sizemore, donc, le docteur Thigpen a utilisé son histoire pour son profit personnel. Quand le film est passé pour la première fois à Augusta, en Géorgie, il lui a conseillé de ne pas le voir, en lui disant que ce serait « très mauvais » pour les progrès de sa thérapie. Costner-Sizemore raconte qu'elle se sentait transformée en objet et dévalorisée par cette expérience, surtout quand elle voyait partout des affiches publicitaires sur lesquelles Joanne Woodward la représentait. Par la suite, Thigpen a essayé de l'empêcher d'écrire I'm Eve en 1977, en soutenant qu'il possédait l'exclusivité des droits sur l'histoire de sa vie. La Fox lui a payé 5000 $ pour une option sur le livre afin d'en tirer un film TV, mais n'est jamais allé plus loin dans le projet.
Costner-Sizemore n'a compris qu'en 1988 à quel point elle avait été exploitée par Thigpen, quand elle a essayé de travailler avec Sissy Spacek sur un scénario qu'on lui proposait pour une version cinématographique de A Mind Of My Own. Spacek a montré l'intérêt qu'elle portait à présenter un portrait exact et son associé Bobbie Edrick a accepté de faire la production. À ce moment-là Spacek a été contactée par les représentants de Fox, qui ont prétendu qu'elle n'avait pas le droit de réaliser ce film puisque la Fox possédait à perpétuité tous les droits sur la vie de Costner-Sizemore. Apparemment, elle avait signé le contrat en 1957 sans le lire soigneusement. À ce que dit Edrick, la vraie raison qui poussait la Fox à vouloir les droits à tout prix était qu'elle avait l'intention de tourner à nouveau Trois Visages Ève sous la forme d'une comédie, avec Lily Tomlin.
Costner-Sizemore a attaqué la Fox devant la Cour fédérale de Manhattan en 1988 avec l'aide de l'avocat Carol Rinsler, qui a soutenu que Costner-Sizemore n'avait pas toute sa conscience à l'époque et que le comportement de la Fox en 1977 – elle lui avait payé des droits pour I'm Ève – ne s'accordait pas avec sa prétention de posséder déjà les droits sur sa vie. Elle a réussi à faire déclarer le contrat nul et non avenu. Les droits cinématographique sur A Mind Of My Own appartiennent à présent à Spacek.